# Делорье, Николя
Николя Делорье (фр. Nicolas Deslauriers; род. 22 февраля 1991, Ла-Саль) — канадский хоккеист, нападающий клуба «Филадельфия Флайерз».
Начал свою хоккейную карьеру на позиции защитника.

## Карьера
На драфте НХЛ 2009 года был выбран в 3-м раунде под общим 84-м номером клубом «Лос-Анджелес Кингз». После выбора на драфте он продолжил карьеру в «Руэн-Норанда Хаскис», где стал 12-м защитником лиги по результативности. Он был обменян в «Гатино Олимпикс», в котором стал одним из результативных защитников лиги.
31 мая 2011 года подписал с «Лос-Анджелесом» трёхлетний контракт новичка. После подписания контракта он был переведён в фарм-клуб «Манчестер Монаркс», в котором продолжил свою карьеру. Играя за «Монаркс», он изменил своё игровое амплуа, став левым нападающим.
5 марта 2014 года по итогам сделки с участием четырёх игроков был обменян в «Баффало Сейбрз». Первый матч в НХЛ сыграл 7 марта 2014 года против «Флорида Пантерз», который «пантеры» выиграли со счётом 2:0. 26 мая 2014 года продлил контракт с «Баффало» на два года. В новом сезоне он играл и на позиции защитника и левого нападающего.
4 октября 2017 года был обменян в «Монреаль Канадиенс» на Зака Редмонда. По ходу сезона он был повышен до первого звена и 19 февраля 2018 года подписал с «Монреалем» новый двухлетний контракт.
30 июня 2019 года был обменян в «Анахайм Дакс». 15 февраля 2020 года подписал новый двухлетний контракт. 11 марта 2020 года в матче с «Оттавой Сенаторз» оформил свой первый в карьере хет-трик, забросив все шайбы в первом периоде и помог «Анахайму» выиграть матч со счётом 5:2. При этом он установил рекорд команды по самому быстрому хет-трику.
19 марта 2022 года был обменян в «Миннесоту Уайлд».
По окончании контракта, став свободным агентом 13 июля 2022 года подписал четырёхлетний контракт с «Филадельфией Флайерз».